# Mibora
Genre
Mibora est un genre de plantes monocotylédones de la famille des Poaceae, sous-famille des Pooideae, originaire d'Europe et d'Afrique du Nord.
Ce sont des plantes herbacées annuelles, cespiteuses, de petite taille (de 2 à 15 cm de haut), aux inflorescences en racèmes ou épis lâches de couleur violacée

## Description
Mibora est un genre de graminées de très petite taille, poussant en touffes, aux tiges (ou chaumes) dressées ou parfois rapidement ascendantes,  de 2 à 15 cm de long.
Comme chez toutes les graminées, les feuilles se composent à sa base d'une gaine enveloppant étroitement le chaume, d'un limbe foliaire libre dans sa partie supérieure et d'une ligule au point de jonction de la gaine et du limbe.
Les gaines sont tendres, légèrement rainurées, arrondies à leur dos, de 0,2à 1 mm de long. La ligule est membraneuse. Le limbe est plat, plié longitudinalement, ou enroulé, et de 1 à 6 cm de long sur 0,5 à 0,7 mm de large. Les épillets ne comptent qu'un seul fleuron fertile, à 3 anthères.

## Taxinomie

### Liste d'espèces
Selon World Checklist of Selected Plant Families (WCSP) (15 novembre 2016) :
- Mibora maroccana (Maire) Maire (1941)
- Mibora minima (L.) Desv. (1827)

Selon Tropicos (15 novembre 2016) (Attention liste brute contenant possiblement des synonymes) :
- Mibora desvauxii Lange
- Mibora maroccana (Maire) Maire
- Mibora minima (L.) Desv.
- Mibora verna P. Beauv.

### Synonymes
Selon GRIN
- Chamagrostis Borkh.
- Knappia Sm.
- Micagrostis Juss., nom. inval.
- Rothia Borkh.
- Sturmia Hoppe